# Suelli
Suelli (sardisk: Suèddi) er en by og en kommune (comune) i provinsen Sud Sardegna i regionen Sardinien i Italien. Byen ligger i 256 meters højde og har 1.103 indbyggere (2016). Kommunen har et areal på 19,20 km² og grænser til kommunerne Gesico, Mandas, Selegas, Senorbì og Siurgus Donigala.